# Universidad de Ciencia y Tecnología de China

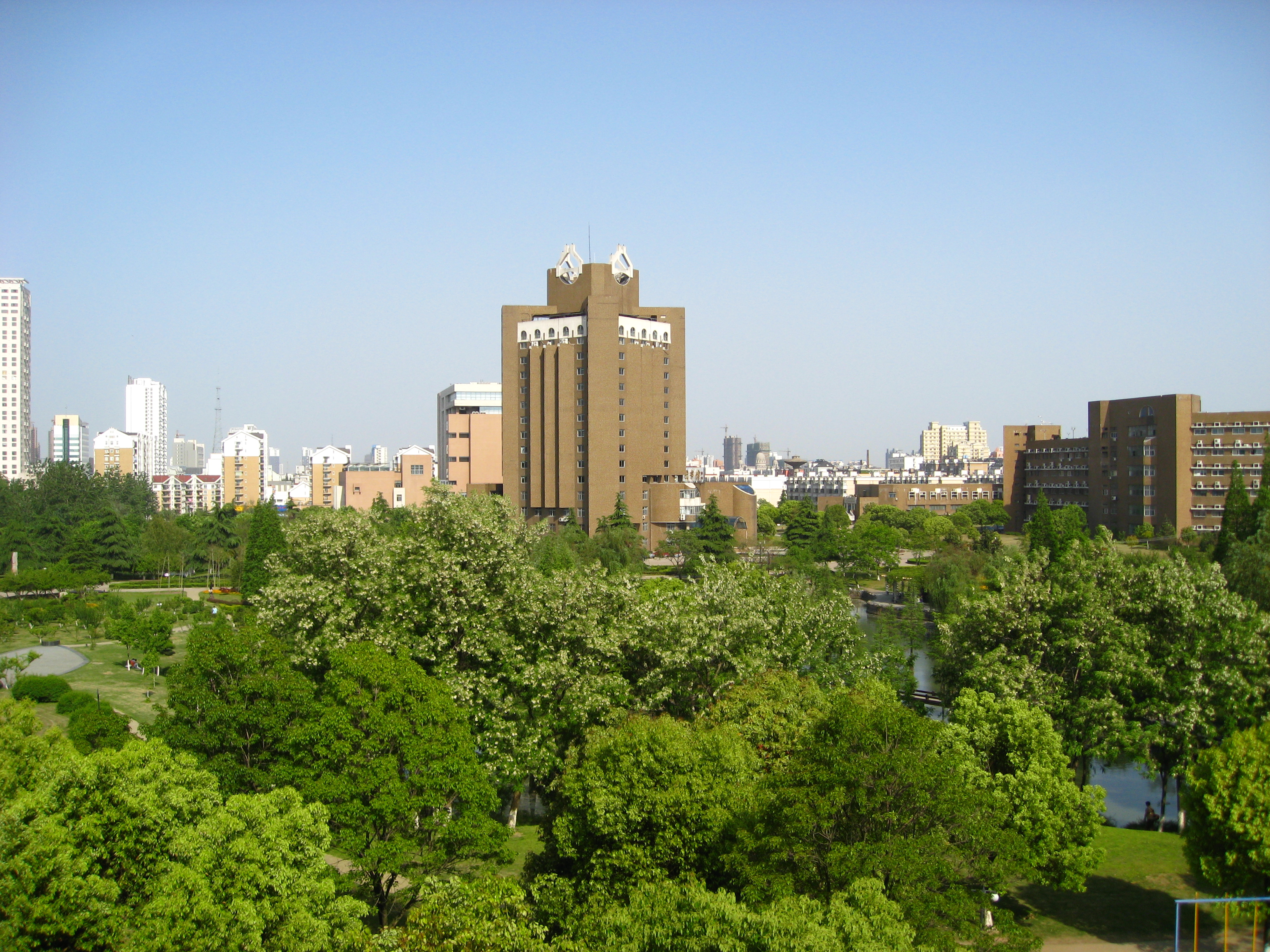
Universidad de Ciencia y Tecnología de China

La Universidad de Ciencia y Tecnología de China (en chino tradicional, 中國科學技術大學; en chino simplificado, 中国科学技术大学; pinyin, Zhōngguó Kēxué Jìshù Dàxué; en inglés: University of Science and Technology of China, USTC) es una universidad sita en Hefei, en la provincia de Anhui, China.
Bajo responsabilidad directa de la Academia China de las Ciencias y miembro de la Liga C9 (nueve mejores universidades del país), fue fundada en Pekín en septiembre de 1958, aunque fue desplazada a Hefei en la década de 1970, durante la Revolución Cultural.
Está clasificada cuarta de entre las mejores universidades de China.

## Profesorado
- Zhou Guangzhao
- Guo Moruo